# Park View
Park View és una concentració de població designada pel cens dels Estats Units a l'estat d'Iowa. Segons el cens del 2000 tenia 2.169 habitants.

## Demografia
Segons el cens del 2000, Park View tenia 2.169 habitants, 758 habitatges, i 580 famílies. La densitat de població era de 775,4 habitants/km².
Dels 758 habitatges en un 49,2% hi vivien nens de menys de 18 anys, en un 62% hi vivien parelles casades, en un 10,6% dones solteres, i en un 23,4% no eren unitats familiars. En el 17,4% dels habitatges hi vivien persones soles el 2,2% de les quals corresponia a persones de 65 anys o més que vivien soles. El nombre mitjà de persones vivint en cada habitatge era de 2,86 i el nombre mitjà de persones que vivien en cada família era de 3,25.
Per edats la població es repartia de la següent manera: un 33,6% tenia menys de 18 anys, un 9,8% entre 18 i 24, un 34,8% entre 25 i 44, un 18,3% de 45 a 60 i un 3,6% 65 anys o més.
L'edat mediana era de 29 anys. Per cada 100 dones de 18 o més anys hi havia 100,8 homes.
La renda mediana per habitatge era de 51.000 $ i la renda mediana per família de 55.341 $. Els homes tenien una renda mediana de 39.152 $ mentre que les dones 27.456 $. La renda per capita de la població era de 18.649 $. Cap de les famílies i l'1% de la població estaven per davall del llindar de pobresa.

## Poblacions més properes
El següent diagrama mostra les poblacions més properes.